# Alice et le Vison
Alice et le Vison (titre original : The Mystery at the Ski Jump, littéralement : Le Mystère du tremplin de saut à ski) est le vingt-neuvième roman de la série américaine Alice (Nancy Drew en VO) écrit par Caroline Quine, nom de plume collectif de plusieurs auteurs. L'auteur de ce roman est Alma Sasse. 
Aux États-Unis, le roman a été publié pour la première fois en 1952 par Grosset & Dunlap, New York. 
En France, le roman est paru pour la première fois en 1962 chez Hachette Jeunesse dans la collection Bibliothèque verte sous le no 204. Il n'a plus été réédité en France depuis 1975 dans la « Bibliothèque verte » depuis 1975, et depuis 1978 dans collection « Idéal-Bibliothèque ».

## Résumé
À River City, une dénommée Mitzi Adèle vend des fourrures volées à toutes les femmes d'âge moyen et crédules de la ville, y compris à Sarah, la gouvernante d'Alice. Mitzi dérobe même le permis de conduire d'Alice et usurpe son identité à certaines occasions, ce qui vaut à la jeune détective des démêlés avec la police. Avec ses amies Bess et Marion, Alice décide d’enquêter. Le trio commence par se rendre dans l’État du Vermont où semble être basée l'entreprise de fourrures. 
Pendant ce temps, l’avocat James Roy, père d'Alice, tente de localiser l'unique témoin du testament du père de son client, un trappeur piégeant des visons. Tous se rendent au Canada pour rencontrer le client de James Roy. Là-bas, lors d'une compétition de patinage sur glace, ils tombent sur Mitzi Adèle qui prend part à la compétition. Mais elle s'enfuit avec ses acolytes...

## Personnages
- Personnages récurrents
  - Alice Roy : jeune fille blonde, détective amateur, fille de James Roy, orpheline de mère.
  - James Roy : avoué[2] de renom, père d'Alice Roy, veuf.
  - Bess Taylor : blonde et rondelette, une des meilleures amies d'Alice.
  - Marion Webb : brune et sportive, cousine germaine de Bess Taylor et une des meilleures amies d'Alice.
  - Ned Nickerson : jeune homme brun et athlétique, ami et chevalier servant d'Alice, étudiant à l'université d'Emerson.
  - Sarah : la vieille bonne des Roy, qui a élevé Alice.
  - Togo : le chien fox-terrier d'Alice

- Personnages spécifiques à ce roman
  - Mitzi Adèle (Mitzi Channing en VO) : alias Mitzi Bruce.
  - Pierre Saint-Urbain.
  - Ida Compton : infirmière.
  - Jacques Frémont.
  - John Bénédict.
  - Mme Grosjean.
  - Fred Wilson (Chuck Wilson en VO) : skieur et patineur professionnel.
  - Toby Horn (John Horn en VO) : un vieux trappeur.
  - M. Wells : éleveur de visons.

## Éditions françaises
- 1962 : Alice et le Vison — Hachette, coll. « Bibliothèque verte » no 204, cartonné, version originale. Illustré par Albert Chazelle. Traduit par Anne Joba. 25 chapitres. 249 p.
- 1976 : Alice et le Vison — Hachette, coll. « Idéal-Bibliothèque », cartonné, version abrégée. Illustré par Jean-Louis Mercier. Traduit par Anne Joba. 25 chapitres. 185 p.